# Stone Blue
Stone Blue ist ein Jazzalbum von Pat Martino und seiner Band Joyous Lake. Die vom 14. bis 22. Februar 1998 in den Avatar Studios und im Skylab Studio, New York City, entstandenen Aufnahmen erschienen am 14. Juli 1998 auf Blue Note Records.

## Hintergrund
Nach mehreren Alben, die in der Zeit der Genesung von seiner risikobehafteten Gehirn-Aneurysma-Operation im Jahr 1980 für das Label Muse Records (zuletzt Night Wings, 1994) entstanden waren, und einem Album für das japanische Label Paddle Wheel (The Maker) nahm der Gitarrist Pat Martino 1994 auch erstmals ein Album für Blue Note auf (All Sides Now), das aus einer Reihe von Studiosessions mit anderen Gitarristen wie Tuck Andress, Kevin Eubanks, Charlie Hunter, Les Paul, Joe Satriani und Mike Stern bestand.
Nach einem Beitrag mit Jim Ridl für die Blue Note-Kompilation Yule Be Boppin’ 1994 („Santa Claus Is Coming to Town“) pausierte Martino dann vier Jahre, um erst 1998 wieder ein Album unter eigenem Namen einzuspielen; Stone Blue entstand in Quintettbesetzung mit dem Saxophonisten Eric Alexander, dem Keyboarder Delmar Brown, James Genus am E-Bass und Kenwood Dennard (Schlagzeug, Perkussion). Es ist gleichzeitig eine Art Wiedervereinigung mit Schlagzeuger Kenwood Dennard und Keyboarder Delmar Brown, mit denen er auf seinem legendären Album Joyous Lake (Warner Bros., 1976) gespielt hatte, woran auch der Bandname erinnert.

## Titelliste
- Pat Martino & Joyous Lake – Stone Blue (Blue Note 7243 8 53082 2 2)[2]

1. Uptown Down 4:25
2. Stone Blue 6:46
3. With All the People 9:15
4. 13 to Go 7:27
5. Boundaries 8:09
6. Never Say Goodbye 3:40
7. Mac Tough 6:13
8. Joyous Lake 13:26
9. Two Weighs Out 0:33

Die Kompositionen stammen von Pat Martino.

## Rezeption
Josef Woodard schrieb in JazzTimes, im Gegensatz zum Vorgänger All Sides Now, das eine seltsame Reihe von Dialogen mit Gitarristen gewesen sei, mit denen er nicht immer viel auszutauschen hatte, verstehe sich Martino gut mit den Musikern auf seinem Folgealbum. Zusammen mit dem bewundernswerten Saxophonisten Eric Alexander und dem zuverlässigen Bassisten James Genus navigiere die Gruppe durch eine Reihe von Martino-Stücken, mit denen er seine eigene Nische der Fusion-Landschaft neu entdecke. Meistens sei das Spiel intensiv – Martinos eigener, sofort identifizierbarer Stil, das eloquente, klare Gerangel – und mit dem Material baue er geschickt Spannungen auf, wie im Eröffnungsstück „Uptown Down“, dem schnellen kleinen Nachspiel „Two Weighs Out“ und auch in dem Titelstück des Albums.
Jim Sheridan verlieh dem Album in Allmusic vier Sterne und schrieb, der Gitarrenmeister sei [nach seiner Aufnahmepause] mit dieser Sammlung von Eigenkompositionen wieder voll dabei. Darauf mische er Bop und Funk mit kräftigen Portionen Pop und biete ein sehr hörenswertes Album mit viel Charakter. Herausragende Titel seien „Mac Tough“ mit seinem fetten Beat und das stimmungsvolle „With All The People“.